# Vorderkleebach
Vorderkleebach ist ein Gemeindeteil der Stadt Pottenstein im Landkreis Bayreuth (Oberfranken, Bayern). Die Gemarkung Vorderkleebach hat eine Fläche von 2,110 km². Sie ist in 279 Flurstücke aufgeteilt, die eine durchschnittliche Flurstücksfläche von 7563,36 m² haben.

## Lage
Das Dorf liegt im äußersten Nordosten des Gemeindegebietes, etwa 8 km nordöstlich von Pottenstein an der Staatsstraße 2184.

## Geschichte
1384 wurden Vorder- und das benachbarte Hinterkleebach als die „Zweien klebein“ erstmals erwähnt, 1398 ist Vorderkleebach allein genannt. Der Ortsname, in den älteren Belegen „Klebein, Cleben“, könnte mit dem slawischen Wort chlěvina (Stallort) zusammenhängen. Er hat nichts mit Bach oder Klee zu tun.
1462 wurde der Ort durch Truppen des Bayreuther Markgrafen Albrecht Achilles zerstört.
Damals gehörte das Dorf zur Fraisch Pottenstein. Seine Lage im Bamberg-bayreuthisch-pfälzischen Grenzgebiet bedingte, dass Vorderkleebach immer wieder von drei Territorien beansprucht wurde. Endgültig beigelegt wurden die Streitigkeiten, als das Bistum Bamberg 1803 an das spätere Königreich Bayern kam.
In der Ortsmitte von Vorderkleebach steht die markante Marienkapelle. Sie wurde 1966/67 in Eigenregie nach Plänen von Kreisbaumeister Wenninger aus Pegnitz von der Dorfgemeinschaft erbaut. Die Glocke, zuvor schon als Gebetsglocke verwendet wurde zum Schutz vor der Konfiszierung durch die Nationalsozialisten in einer Scheune versteckt und nach dem Bau der Kapelle im Dachreiter eingebracht.
Die bis zur Gebietsreform in Bayern eigenständige Gemeinde Vorderkleebach wurde am 1. Januar 1975 nach Pottenstein eingegliedert.